# Fornkyrkoslaviska
Fornkyrkoslaviska, också kallat fornslaviska, fornmakedonska eller fornbulgariska, (glagolitiska: ⰔⰎⰑⰂⰡⰐⰠⰔⰍⰟ ⰧⰈⰟⰊⰍⰟ; kyrilliska: словѣ́ньскъ ѩꙁꙑ́къ; språkkord: ISO 639 alpha-3, chu) är det äldst kända slaviska skriftspråket och skrevs ursprungligen med det glagolitiska alfabetet.

## Historia
Fornkyrkoslaviskan utvecklades på grundval av den sydslaviska makedonska dialekten i och omkring nuvarande Thessaloniki i Makedonien av missionärerna Kyrillos och Methodios på 800-talet men påverkades även av flera andra slaviska dialekter från de områden där de två missionärerna och deras lärjungar var verksamma. De använde det för att översätta Bibeln och andra texter från koine och för en del originalskrifter.
Fornkyrkoslaviskan spelade en stor roll i de slaviska språkens historia och utvecklades till kyrkslaviska, som fortfarande används som liturgiskt språk av de Östortodoxa och Östkatolska kyrkorna i länder där slaviska språk talas.

## Namn
Namnet på språket (ⰔⰎⰑⰂⰡⰐⰠⰔⰍⰟ ⰧⰈⰟⰊⰍⰟ/словѣ́ньскъ ѩꙁꙑ́къ) är föremål för debatt, i synnerhet då det i bulgarisk och äldre tysk tradition (och här är att märka att flera bulgariska intellektuella inte erkänner den makedoniska nationen) benämns som fornbulgariska. Detta kontras från makedoniskt håll med argumentet att protobulgarerna som på 800-talet härskade över Makedonien inte var av indoeuropeiskt ursprung utan skall ha assimilerat språket från slavisktalande makedonier.